# Zeem jezik
Zeem jezik (chaari; ISO 639-3: zua), zapadnočadski jezik podskupine vlastitih Zaar jezika, kojim govori oko 400 ljudi (Blench 2003) u nigerijskoj državi Bauchi, LGA Toro.
Zeem ima nekoliko dijalekata od kojih su dva nestala: tulai†, danshe†, lushi (lukshi, dokshi) i dyarum (kaiwari, kaiyorawa). Pripadnici etničke grupe zovu se Zeem i pripadaju široj skupini Zaar koji su porijeklom s jezera Čad odakle su se nastanili na sadašnje područje LGA Tafawa Balewa i Bogoro

## Vanjske poveznice
- Ethnologue (14th)
- Ethnologue (15th)